# Mercè Falcó i Pegueroles
Mercè Falcó i Pegueroles (Barcelona, 1964) és professora i escriptora catalana.

## Biografia
Filòloga per la UAB, va viure a Londres, on va estudiar anglès i va treballar de professora de castellà, traductora i assistent de producció en agències de publicitat. Va tornar per dedicar-se a l'ensenyament d'idiomes i va instal·lar-se al Baix Ebre, la terra dels seus avantpassats. Actualment és professora d'anglès en una Escola Oficial d'Idiomes.
S'ha format a l’Escola d’Escriptura de l'Ateneu Barcelonès i a l’Escola de Literatura Bloom. L'any 2017 va guanyar el III Premi Autor Revelació de l'Ateneu Barcelonès amb L’Illa de Bembé (Rosa dels Vents, 2017), una novel·la ambientada a Cuba al segle xix. L'any 2019 va publicar Les banyes d’un crim, un conte negre i taurí dins el recull col·lectiu Assassins de l’Ebre (Llibres del Delicte, 2019). La Muntanya Líquida, (Mai Més, 2022) fruit de la seva preocupació pels rius, és la seva segona novel·la.

## Llibres publicats
- L'Illa de Bembé. Rosa dels Vents. 2017.
- Les banyes d'un crim. Recull col·lectiu Assassins de l'Ebre. Llibres del Delicte. 2019.
- La Muntanya Líquida. Mai Més. 2022.
- Dins d'un canyar. Revista Branca. 2023.

## Premis literaris
- III Premi Autor Revelació de l'Ateneu Barcelonès (2017) per l'Illa de Bembé.